# Ankhara
«Ankhara » — испанская хеви-пауэр-прогрессив метал-группа, основанная в 1995 г. в городе Мадрид и распавшаяся в 2004 году.

## Истоки
Истоки основания группы Ankhara нужно искать за 4 года до их официального появления. В 1991 году бас-гитарист Фернандо Маинер (Fernando Mainer) решил основать группу, рабочее название которой было Tako. В течение трёх лет Tako было только идеей, пока в 1994 году Фернандо не познакомился с Пачо Бреа (Pacho Brea), вокалистом испанской группы Knell Odyssey. Пачо встал на гитару и вокал, а Фернандо на бас-гитару и вместе они выпустили первый демо-альбом "Gates Of Reality", вскоре, в 1995, к начинающей группе присоединился гитарист Антонио Пино (Antonio Pino). В этом же году группа меняет своё название на Ankhara.

## Приход славы
Итак, официальным годом основания группы является 1995 год, когда музыканты начинают активно выступать в Мадриде и окрестностях и записывать первые демо-треки. В августе 1997 года, Ankhara выходит за пределы сцен Мадрида и выступает с мэтрами испанской музыки, такими как Medina Azahara и Muro.

В 1998 году, группа участвует в фестивале España DURO CON EL 98 и играет на одной сцене с самыми известными группами, среди них Knell Odyssey, Muro, Avalanch, Saratoga, Obús и Mägo de Oz. Другой, не менее важный для группы, фестиваль прошел спустя несколько месяцев, когда музыкантам предложили выступить на одной сцене с группой Saxon.

Спустя еще некоторое время, после победы на конкурсе, организованном испанским муниципалитетом Пинто, Ankhara приступает к записи своего первого, полноформатного альбома.

## «Мастера Времени»
В начале 1999 года, Ankhara подписывает контракт с Locomotive Music на выпуск своего первого альбома и уже в апреле 1999 появляется на свет "Dueño Del Tiempo" ("Мастера Времени"). Альбом был записан в студии Estudios Box в Мадриде, продюсировал альбом Гойо Эстебан. 

Альбом получает очень хорошие отзывы в СМИ, что позволяет группе в 2000 году устроить турне. Наиболее важной вехой в истории коллектива является участие в первом международном фестивале в Испании "Rock Machina 2000" совместно с такими группами как Vision Divine, Running Wild, Tierra Santa, Lujuria, Labyrinth, Koma, Easy Ryder, Edguy, Metalium, Mägo De Oz, Virgin Steele, Azrael. Песни Ankhara были включены во многие CD-компиляции именно благодаря успешному выступлению на этом фестивале.

В том же году Ankhara принимает участие в записи трибьюта Iron Maiden "Transilvania 666". Так же испанская лейбл "TIPO", отмечающий 9-летний юбилей, выпускает диск "Los 100 De TIPO", в которой были включены 100 самых лучших песен по мнению лейбла. Песня "3:40" вошла в первые 50 треков, наряду с такими группами как Mägo De Oz, Lujuria, Hamlet, Saratoga, Tierra Santa, Los Suaves, Ángeles del Infierno, Muro и многими другими.

## "Ankhara II"
В августе 2000 года группа подготавливает материал ко второму альбому "Ankhara II". В то же время Пачо Бреа перезаписывает "Dueño Del Tiempo" в английской версии, но из-за выпуска нового альбома, выпуск англоязычного варианта "Мастеров Времени" был отложен и эти версии так никогда и не были выпущены. "Ankhara II" был записан на студии Sincronía de Madrid продюсировал его Серхио Маркос (Sergio Marcos).

## Сотрудничество с другими группами

### Mägo De Oz
В тот же год Ankhara принимает участие в записи альбома Finisterra у самой известной испанской группы Mägo De Oz (песни "Hasta que el cuerpo aguante" и "El que quiera entender que entienda").
Так же музыканты участвуют и в записи альбома "Fölktergeist".

### Muro
В 2001 году музыканты Ankhara принимают участие в записи последнего альбома группы Muro "Corazón De Metal".

## Сборники
В том же году на Locomotive Music выходит компиляция ESTACION 3 в виде двух дисков, посвященная исключительно року и металлу, первый диск содержал только песни испанских коллективов, а второй различных международных групп. Песня "No Digas Nunca" представляла на диске Испанию.
 
В 2002 году так же Locomotive Music вновь представляет миру компиляцию Iron Warriors "The Metal Copilation", Ankhara представляется там песней "3:40".

## "Тени прошлого"
В 2003 году состав группы сильно меняется, несколько музыкантов уходят в Mägo De Oz, на их место приходят новые, в том числе и из Mägo De Oz. В феврале 2003 года записывается третий студийный альбом группы под названием "Sombras Del Pasado" ("Тени прошлого"), этот альбом ближе к прогрессив-металу, чем два его предшественника.

## Распад группы
В июне 2004 года Ankhara распалась после записи трех альбомов.

После распада Серхио Мартинес основал Mr. Rock вместе с Мануэлем Манрике (Manuel Manrique) (Ex-Sobredosis).

Остальные члены Ankhara создали новую группу Mysteria в 2005 году, но по различным причинам не выпустили не одного альбома. Члены группы Mysteria:
- Antonio Pino (гитара)
- Fernando Mainer Rajac (бас-гитара)
- Jaime Olivares Martínez (ударные, перкуссия)
- Pacho Brea Martínez (вокал)
- Victor Alonso Fernández (клавиши).

Фернандо Майнер (Fernando Mainer) уходит в Ars Amandi заменив ушедшего в Mägo De Oz Педро Диас "Пери" (Pedro Díaz "Peri").

Пачо Бреа вскоре объявляет о распаде Mysteria. Он переезжает в Тенерифе, где в 2006 году основывает группу Hybris.

27 апреля 2007 года в продажу поступает сборник из трех CD под названием "Lo Mejor De Ankhara". Этот сборник включил в себя все обложки, музыку, фотографии со всех трех вышедших альбомов группы.

## Дискография

### Демо
- Gates Of Reality (1994) в составе Tako

### Студийные альбомы
- Dueño del tiempo (1999)
- Ankhara II (2000)
- Sombras del pasado (2003)
- Lo Mejor de Ankhara (Сборник) (2007)

### Трибьюты
- Transilvania 666 (трибьют Iron Maiden) (1999)
- Larga Vida Al... Volumen Brutal (трибьют Barón Rojo) (2002)